# Sibadihon
Sibadihon is een bestuurslaag in het regentschap Toba Samosir van de provincie Noord-Sumatra, Indonesië. Sibadihon telt 600 inwoners (volkstelling 2010).